# Riley (marka samochodów)
Riley – brytyjska marka samochodów osobowych produkowanych w latach 1905–1969, a uprzednio (od 1896 roku) także rowerów i motocykli. Właścicielem marki była pierwotnie grupa przedsiębiorstw należących do rodziny Riley, od 1938 roku – koncern Nuffield Organisation, następnie – British Motor Corporation (od 1952 roku), British Motor Holdings (od 1966 roku) i ostatecznie British Leyland (od 1968 roku).

## Historia
Początki marki sięgają przedsiębiorstwa Riley Cycle Company Ltd. z siedzibą w Coventry, założonego w 1896 roku przez Williama Rileya, prowadzącego początkowo produkcję rowerów. W 1898 roku 16-letni wówczas syn Williama, Percy skonstruował własny samochód. William wkrótce rozpoczął produkcję motocykli i trójkołowców, nie podzielał jednak entuzjazmu syna do produkcji pojazdów czterokołowych. W 1903 roku Percy założył wraz z dwoma braćmi własną spółkę – Riley Engine Company, podejmując w pierwszej kolejności produkcję silników spalinowych do motocykli, zarówno tych produkowanych przez ojca (marki Riley), jak i konkurencyjnej firmy Singer. Pierwszy, prototypowy samochód marki Riley powstał w 1905 roku, rok później rozpoczęła się produkcja seryjna. Produkcję motocykli i trójkołowców zakończono w 1907 roku, a rowerów w 1911 roku. W 1912 roku William skoncentrował działalność na produkcji kół szprychowych do samochodów pod szyldem Riley (Coventry) Ltd., a czworo jego synów – na produkcji kompletnych samochodów w ramach spółki Riley Motor Manufacturing Company. Podczas I wojny światowej w zakładach Rileya prowadzona była produkcja tłoków do silników lotniczych. Po jej zakończeniu, w 1918 roku nastąpiła konsolidacja spółek należących do rodziny Riley w ramach przedsiębiorstwa Riley (Coventry) Ltd., którego działalność koncentrowała się od tamtego czasu na produkcji samochodów.
Lata 20. i początek lat 30. XX wieku były szczytowym okresem w historii marki. W ofercie przedsiębiorstwa znajdowało się kilkanaście modeli, w tym sedany, coupé i tourery z silnikami 4-, 6- i 8-cylindrowymi. Za szczególnie udaną konstrukcję z tego okresu uznawany jest Riley Nine. Riley odnosił wówczas zarówno sukcesy komercyjne, jak i w sportach samochodowych. W latach 1936–1937 przedsiębiorstwo doświadczało problemów finansowych, na co wpływ miały nadmierna liczba produkowanych modeli, korzystających z niewielu wspólnych części, jak i wzmożona konkurencja, m.in. ze strony Jaguara. W 1938 roku znajdującą się na skraju upadłości spółkę zakupił William Morris, lord Nuffield, który włączył ją następnie do należącego do niego koncernu Nuffield Organisation. Gama modelowa uległa drastycznej redukcji – w 1939 oferowane były dwa modele – Riley 12 z silnikiem 1,5-litrowym oraz Riley 16 z silnikiem 2,5-litrowym, oba w wersjach sedan i kabriolet. Po wybuchu II wojny światowej, w 1940 roku wstrzymano produkcję samochodów na rzecz silników lotniczych dla potrzeb wojskowych.
Produkcja samochodów została wznowiona po zakończeniu działań wojennych w 1945 roku. Pierwszym produkowanym modelem był Riley RMA – nowo opracowany 4-drzwiowy sedan z silnikiem 1,5-litrowym. Ofertę wkrótce uzupełniły kolejne modele serii RM, wyposażone w silniki 2,5-litrowe – RMB (1946, sedan), RMC (1948, roadster) i RMD (1948, kabriolet). W 1948 roku produkcję samochodów Riley przeniesiono w celu redukcji kosztów z Coventry do Abingdon, gdzie już wcześniej mieścił się zakład produkcji samochodów marki MG, która również należała do Nuffielda.
W 1952 roku Nuffield Organisation i Austin Motor Company połączyły się, tworząc koncern British Motor Corporation (BMC), w skład którego wchodziły także marki Morris, Austin, MG, Wolseley oraz Vanden Plas. Marka Riley pozycjonowana była jako bardziej prestiżowa niż Morris i Austin, oferująca podobny poziom luksusu co Wolseley, lecz bardziej od niego usportowiona (Vanden Plas zajmował najwyższą pozycję w hierarchii, a MG miało charakter wybitnie sportowy). W praktyce nisza rynkowa zajmowana przez marki Riley i Wolseley była mocno zbliżona. W 1953 roku debiutował ostatni model Rileya konstrukcyjnie odmienny od tych oferowanych pod innymi markami grupy BMC – Riley Pathfinder. Kolejne były modelami bliźniaczymi – różniły się detalami stylistycznymi (charakterystyczną dla Rileya była pionowa maskownica), wyposażeniem i gamą oferowanych silników. Jednym z nich był Riley Elf (1961), stanowiący odmianę samochodu Mini. W 1969 roku, wkrótce po włączeniu BMC do koncernu British Leyland, markę wycofano ze sprzedaży w ramach racjonalizacji oferty nowo powstałego koncernu. Udział marki Riley w brytyjskim rynku wynosił wówczas niespełna 1%.
W rezultacie przejęcia w 1994 roku spółki Rover Group obecnym właścicielem praw do marki Riley jest koncern BMW. Kilkukrotnie pojawiały się spekulacje na temat jej wskrzeszenia, jednak nie doczekały się one realizacji.

## Modele
Po 1945 roku:

- RMA(inne języki) – 1946–1952, 10 504 egzemplarze
- RMB(inne języki) – 1946–1952, 6900 egzemplarzy
- RMC(inne języki) – 1948–1950, 507 egzemplarzy
- RMD(inne języki) – 1948–1951, 502 egzemplarze
- RME(inne języki) – 1952–1955, 3446 egzemplarzy
- RMF(inne języki) – 1952–1953, 1050 egzemplarzy
- Pathfinder(inne języki) – 1953–1957, 5152 egzemplarzy
- 1.5 – 1957–1965, 40 577 egzemplarzy
- 2.6(inne języki) – 1958–1959, 2000 egzemplarzy
- 4/68(inne języki) – 1959–1961, 10 940 egzemplarzy
- 4/72(inne języki) – 1961–1969, 14 151 egzemplarzy
- Elf – 1961–1969, 30 912 egzemplarzy
- Kestrel (1100, 1300) – 1965–1969, 21 529 egzemplarzy

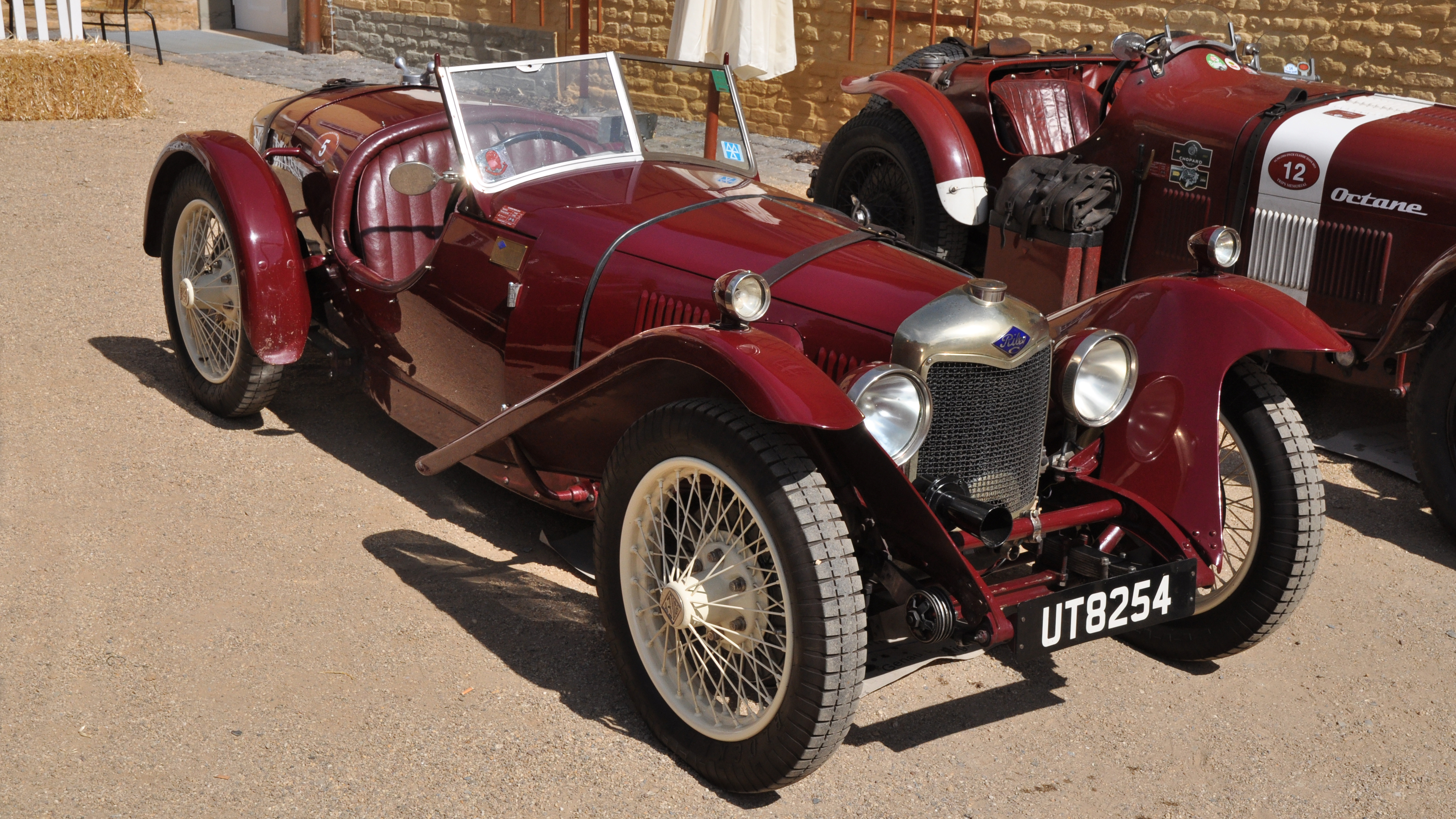
Riley Nine Brooklands (1930)
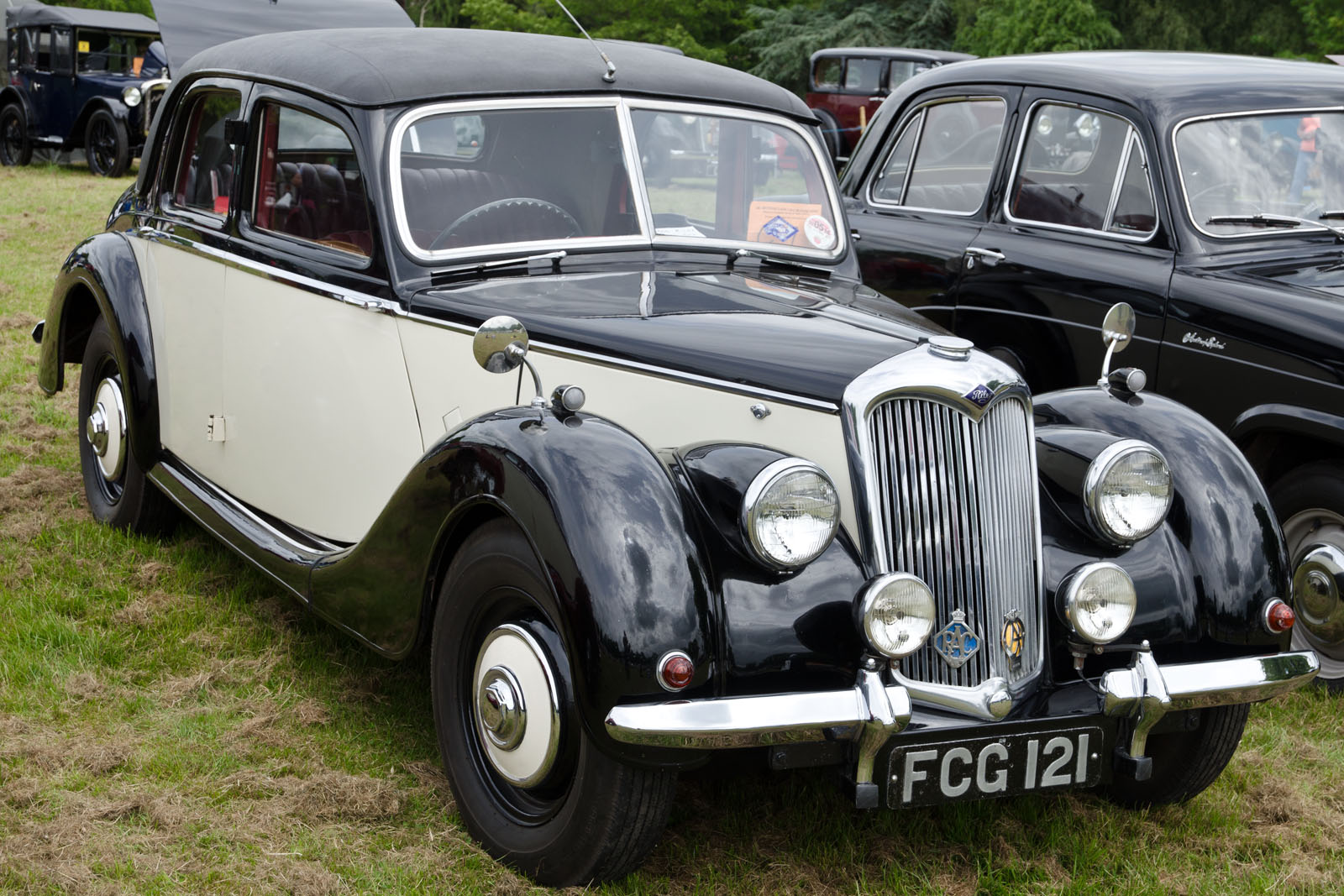
Riley RMA(inne języki) (1946)
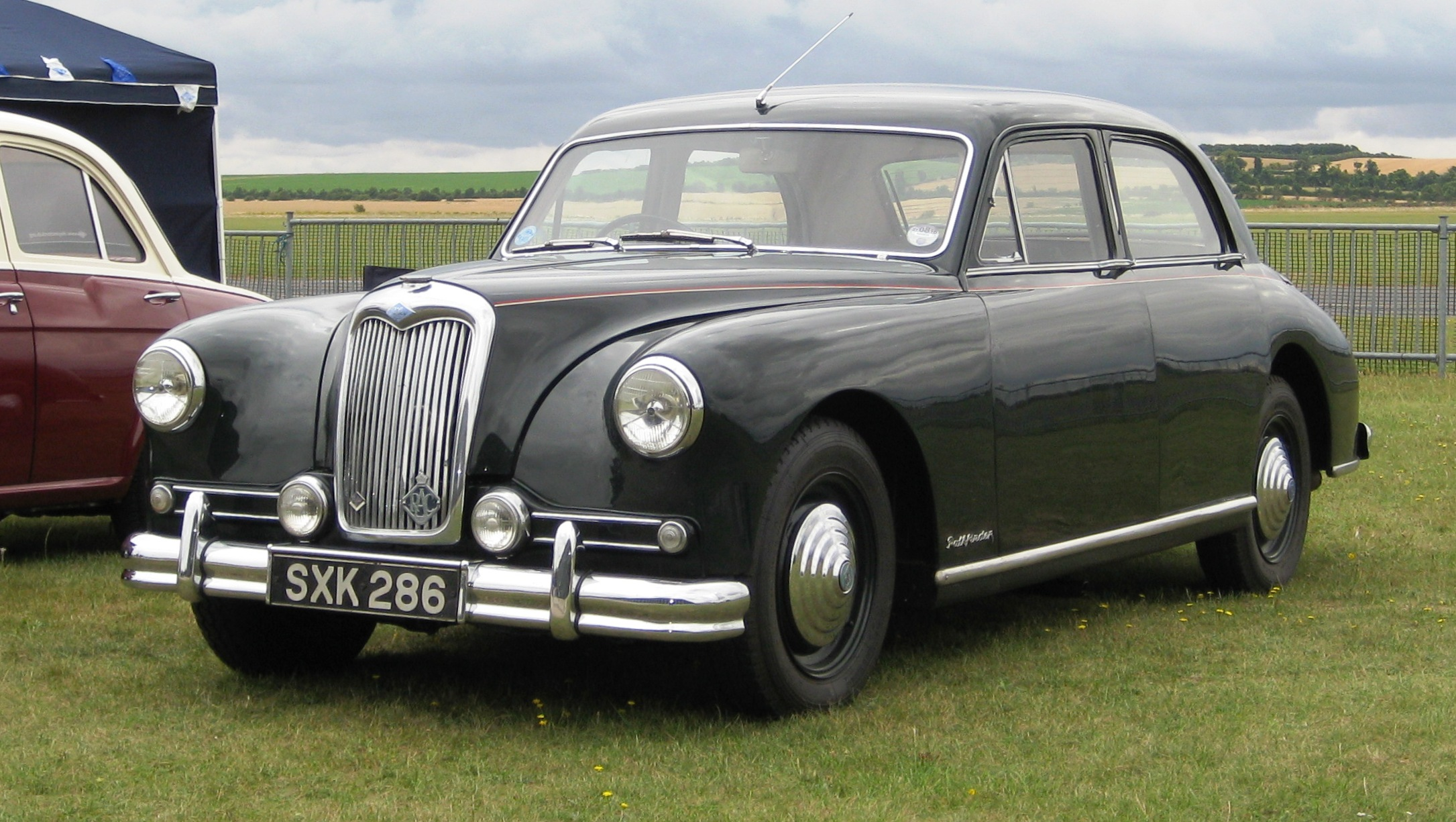
Riley Pathfinder(inne języki) (1956)
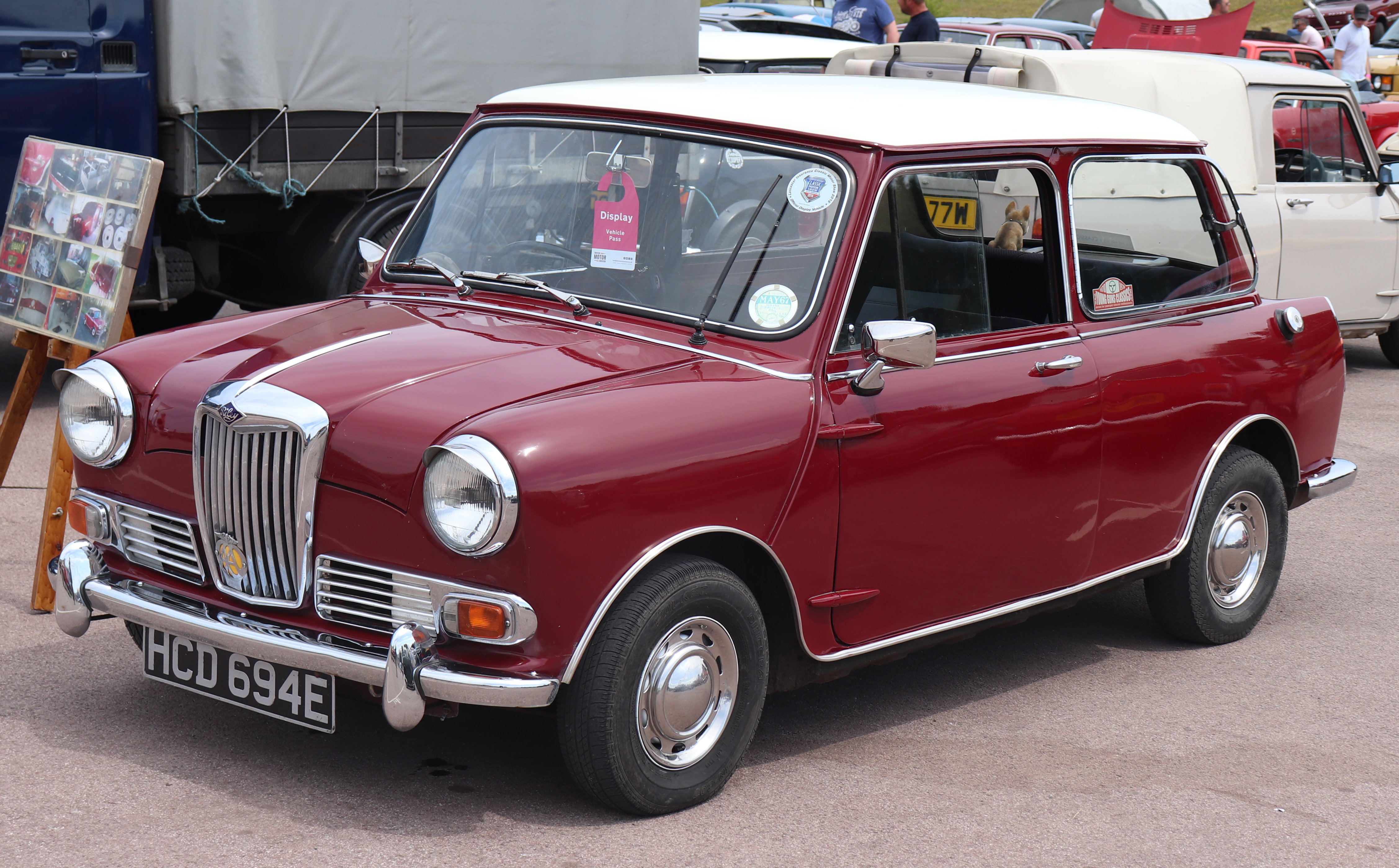
Riley Elf (1967)